# Emma Shapplin
Emma Shapplin, pseudonimo secondo alcune fonti di Crystêle Madeline Joliton, secondo altre di Marie-Ange Chapelain (Savigny-le-Temple, 19 maggio 1974), è una cantante e soprano francese.
È stata una delle partecipanti del First World Peace Music Awards e nel 2008 è stata protagonista della rassegna canora tunisina Night in Tunisiana.
Secondo il suo credo artistico:
(Emma Shapplin riferendosi alla lingua italiana arcaica usata nei suoi brani)

## Stella del crossover classico
Secondo i suoi biografi è una ‘stella’ perché possiede una voce con particolare temperamento romantico, misterioso e passionale: è interprete di brani della musica classica europea e di genere crossover classico con reminiscenze new wave. Il suo registro vocale è quello del soprano di coloratura e  su esso è in grado d’innestare tonalità in chiave moderna tipiche del pop con un inedito stile che unisce l'antico al moderno.
Shapplin canta in italiano dato che, a suo avviso, "la lingua italiana canta naturalmente", romanze di cui scrive lei stessa i testi, in un'imitazione delle arie di opere liriche del repertorio barocco e ottocentesco. Vengono in tal modo da lei riscoperti modelli arcaici della lingua italiana antica con recupero di versi da Dante e Petrarca, ma rivisitati da un'angolazione originale.
La medesima operazione è compiuta dall'artista su testi in lingua latina che assumono una sonorità di assoluta suggestione. La parte musicale supporta adeguatamente l'operazione con una drammatizzazione degli affetti, coniugando in tal modo la caratteristica principale della musica lirica con l'àllure ammiccante e sensuale di certa musica pop.

## Biografia
Figlia di un dirigente di polizia e di una segretaria, due fratelli maggiori, originaria di una cittadina della banlieue parigina, Shapplin si è avvicinata al canto all'età di undici anni dopo essere stata attratta dalla musica di uno spot pubblicitario trasmesso alla televisione.
Il suo approccio al mondo dello spettacolo è avvenuto in età poco più che adolescenziale con la partecipazione a una hard rock-band.
Quando ha diciotto anni, dopo l'incontro propiziatorio con il soprano Régine Crespin conosciuta al conservatorio, avviene l'incontro destinato a imprimere una svolta decisiva nella sua carriera artistica, ovvero quello con il compositore e produttore Jean-Patrick Capdevielle, divenuto da allora il mentore capace di indurla riprendere lo studio del canto.
Nel 1997, all'indomani di uno spettacolo, i due decidono di produrre Carmine Meo che sarà l'album dell'esordio ufficiale della cantante e che si aggiudicherà il disco d'oro ad appena tre mesi dalla pubblicazione.
Shapplin ha raggiunto poi il successo internazionale quando il compositore statunitense Graeme Revell ha fatto ricorso alla sua voce per la colonna sonora del film Red Planet. Lo stesso Revell ha contribuito poi alla produzione dei brani di Etterna, il suo secondo album registrato nel 2002. Il brano La notte etterna, la title track dell'album, è stato utilizzato in una speciale versione per la campagna promozionale 2006 del Ferrero Rocher.
Fra le collaborazioni di Shapplin con altri artisti ci sono i duetti realizzati con il connazionale Julien Clerc, con il cantante greco George Dalaras (nel singolo Spente le stelle inciso per l'organizzazione internazionale Acnur-UNHCR), con Gianni Morandi con cui ha cantato nel brano Vento inserito nell'album 30 volte Morandi ed arrangiato da Andrea e Paolo Amati, e con Paolo Conte con cui ha cantato Coup de téâthre nell'album del 2008 Psiche.

## Discografia

### Album
- Carmine Meo, 1997, Pendragon Records/EMI
- Etterna, 2002, Ark 21/Universal Music Group
- The Concert in Caesarea, Live, 2003, Pendragon Records/EMI
- Macadam Flower, 2009, Nimue Music under Universal Music S.A.for Grece // Sony music for Latina America , Turkey, Russia
- Dust Of A Dandy, 2014, Minos-EMI S.A. under Nimue Music / Minos Emi / Universal
- Venere, 2019, Nimue Music / Dyris Inc. / 437422 / CD
- The Best Of Lounge, Vol. 1 (Remixes), 2022, Nimue Music / 3616848604910
- The Best Of Lounge, Vol. 2 (Remixes), 2022, Nimue Music /

### EP
- Discovering Yourself, 1999
- Spente le Stelle (Opera Trance) – The Remixes – Part One, 2000, Radikal Records

### Singoli
- Carmine Meo
- Cuor senza sangue
- Discovering Yourself
- Spente le stelle
- La notte etterna
- Un Sospir' Di Voi
- Nothing Wrong
- The Lovers

## Video
Di Emma Shapplin sono stati diffusi sul mercato i seguenti DVD:
- 2003 - Etterna, Ark 21/Universal
- 2003 - El Concierto en Caesarea, Pendragon Records (Francia)/EMI
- 2011 - The Macadam Flower Tour – live concert in Athens